# Oryzaephilus fauveli
Oryzaephilus fauveli es una especie de coleóptero de la familia Silvanidae.

## Distribución geográfica
Habita en Turquía y en Israel.